# 정귀호
정귀호(鄭貴鎬, 1939년 8월 4일 - 2011년 12월 26일 )는 대한민국의 대법관을 지낸 법조인이다. 경상북도 상주 출생이다.

## 생애
1992년 춘천지방법원장을 역임한 후 1993년 김영삼 대통령의 지명에 의해 대법원 대법관에 임명되었다. 
1999년 대법관을 퇴임한 후 법무법인 바른의 고문변호사로 활동했으며, 개인사무실을 운영하였다. 2006년 현대비자금 사건으로 구속된 정몽구 회장의 변호를 맡아 정회장을 보석으로 출소시켰다. 
2007년에는 신문윤리위원회 위원장에 임명되었다.  2011년 12월 26일 숙환으로 별세했다.

## 경력
- 1964년 육군 법무관
- 1966년 서울 민사지방법원 판사
- 1980년 대법원 재판연구관
- 1980년 부산지방법원 부장판사
- 1981년 서울민사법원 부장판사
- 1986년 서울고등법원 부장판사
- 1991년 서울지법 동부지원 지원장
- 1992년 춘천지방법원 법원장
- 1993년 대법원 대법관
- 1999년 변호사 개업
- 1999년 - (현) 헌법재판소 자문위원, 삼성전자 사외이사, 예술의 전당 이사, 대한상사중재원 중재인, 국가청렴위원회 정책자문위원, 한국신문윤리위원회 위원장

## 일화
법정분위기를 부드럽게 유지, 소송당사자들의 마음을 편하게 해주는 인화의 표본으로 알려져왔다. 온화하고 겸손한 성품. 법이론에도 밝다. 이번 재산공개때 2억2천여만원을 신고, 유일한 무주택자라는 점이 화제에 오를만큼 청빈한 인물. 일찍부터 대법관감으로 꼽혀왔다.